# Marius Moustier
Marius Moustier, dit Loni (Fuvèu, Occitània, 24 de juny de 1852 - Fuvèu, 25 de juny de 1886) va ser un agent comercial i explorador occità que juntament amb Josua Zweifel va localitzar les fonts del Níger. Treballava com a agent comercial per a la companyia marsellesa Verminck i visqué durant diversos anys a Àfrica a Boké. Al juliol del 1879, com que havia caigut greument malalt i que necessitava canviar d'aire, se n'anà a Sierra Leone on topà amb Zweifel que es preparava per a la seva expedició. A desgrat la seva salut feble, el fet que Moustier conegués les llengües susu i ful i el seu entusiasme van convèncer Zweifel d'acceptar el comerciant provençal en el seu grup.
Completament arruïnat i malalt es va suïcidar a l'edat de 34 anys, en precipitar-se en una bassa del barri de la Beguda a Fuvèu.